# Erik Anjou
Erik Anjou, född 13 november 1982, från Jönköping, är en svensk musiker, låtskrivare och producent. Han började sin bana 1997 i bandet The Penht som några år senare var förband till brittiska bandet Supergrass och fick skivkontrakt med EMI. Därefter spelade han i bandet The Lips med bland andra Daniel Karlsson.
Erik Anjou var medlem i dansbandet Highlights och har som musiker (gitarrist) bland annat medverkat i Melodifestivalen (2010, 2011 och 2012) med The Moniker (Daniel Karlsson) samt i flera TV-program och skivproduktioner och som låtskrivare skrivit låtar för andra artister, bland annat skrev han "Wake up World" som är den officiella låten för jordbävningsoffren i Haiti 2010, en låt han också producerat. 
Anjou var också producent för Highlights & MiSts bidrag i Melodifestivalen 2010. 
Erik Anjou har också skrivit låtar i nationella uttagningar till Eurovision Song Contest 2013 (Lettland) och Malta (2015).
2015 medverkade Anjou som låtskrivare, musiker och producent på Conchita Wursts album "Conchita" med låtarna "Put that fire out" och "The other side of me".

## Låtar skrivna av Erik Anjou
- The best part of me, 1:a på Sverigetoppen, Live i "Bingolotto" med mera
- Wake up World, officiella låten för Haiti, inspelad med Karl Martindahl, Daniel Karlsson och Robin Bengtsson (Idol)
- Let the night belong to the lovers, inspelad med Framest (Lettland nationella uttagning ESC 2013)
- Joey, inspelad med Mārtiņš Ruskis un 4 vēji (Lettland nationella uttagning ESC 2013)
- Beautiful to me, inspelad med L-Ahwa (Gianluca Bezzina med syskon) (Malta nationella uttagning ESC 2015)
- Put that Fire Out, Conchita Wurst (2015)
- The other side of me, Conchita Wurst (2015)